# The Haunted Hotel
The Haunted Hotel è un cortometraggio muto del 1907 diretto da J. Stuart Blackton.

## Trama
Un viaggiatore rimane per la notte in Hotel rurale, ma l'hotel si trasforma immediatamente. Il viaggiatore dall'aspetto è inquietante con il viso rugoso ed il naso a punta. Purtroppo non si riposa, poiché è tormentato da vari spettri e da eventi misteriosi. In poco tempo, oggetti come bagaglio e tovaglioli di stoffa si spostano da soli. La cena sul tavolo si prepara da sé, un coltello taglia in due una salsiccia ed affetta una pagnotta. Gli eventi non finiscono: una bevanda si versa in una tazza e un piccolo clown in miniatura esce da una brocca muovendo gli oggetti presenti sul tavolo. Il viaggiatore stupito di tutto decide comunque di coricarsi.

## Produzione
Il film fu prodotto dalla Vitagraph Company of America.

## Distribuzione
Distribuito dalla Vitagraph Company of America, il film - un cortometraggio di circa cinque minuti - uscì nelle sale statunitensi il 23 febbraio 1907.
Copie del film sono conservate negli archivi dell'International Museum of Photography and Film della George Eastman House (copia positivo restaurata 35 mm - copia negativo restaurata 35 mm).

### Titoli alternativi
- Germania: Das Spukhotel
- Francia: L'Hôtel hanté
- Ungheria: Kísértett szálloda
- Russia: Гостиница с привидениями
- USA (titolo alternativo): The Haunted Hotel; or, The Strange Adventures of a Traveler

## Remake
- L'auberge ensorcelée, regia di Georges Méliès (1897), Segundo de Chomón ha ampliato il film originale con diverse nuove idee con La Maison ensorcelée (1907)